# Las-Campanas-Observatorium

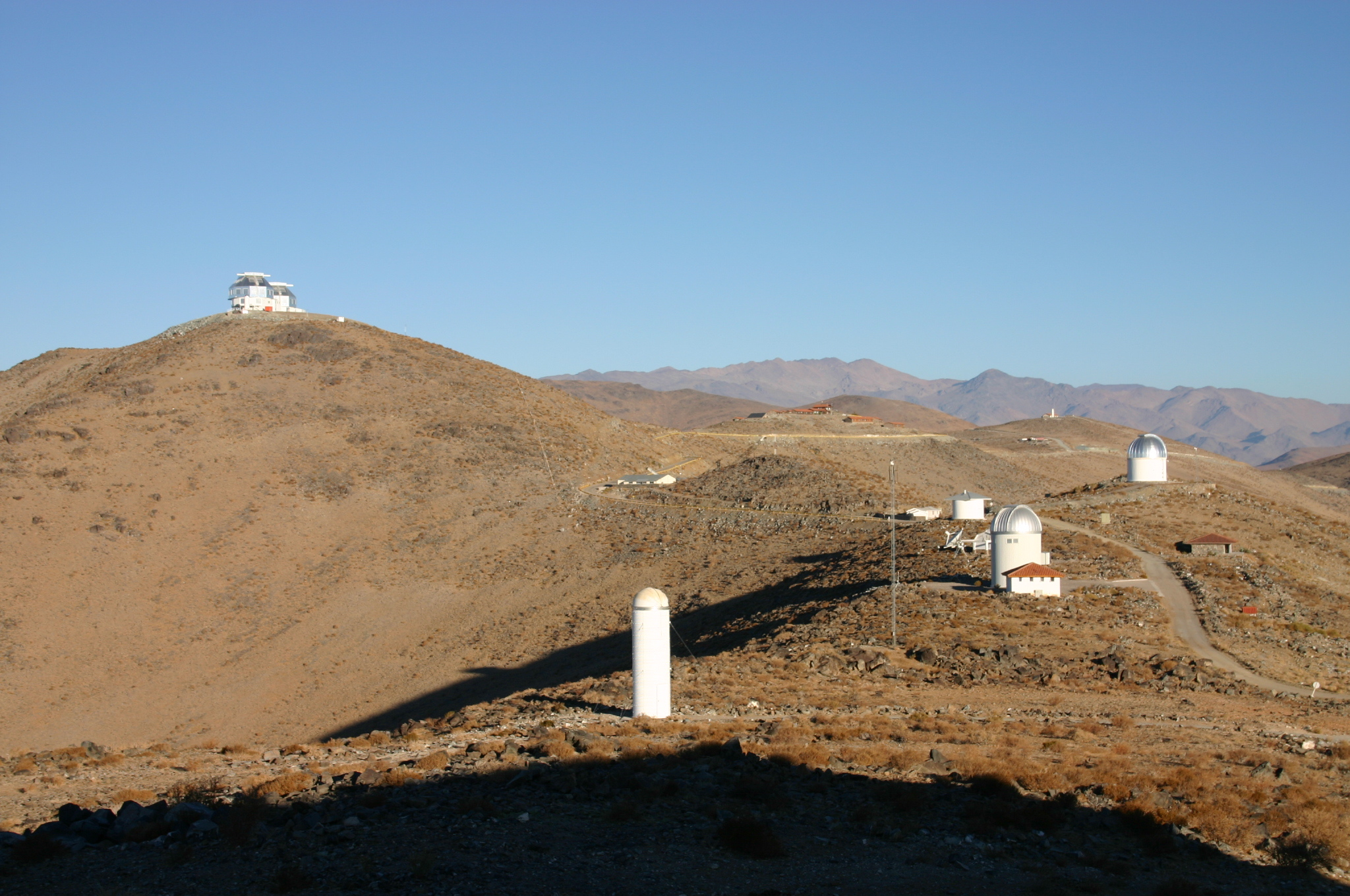
Sicht vom Irénée-du-Pont-Teleskop: Auf dem Hügel links sind die beiden Magellan-Teleskope zu sehen, vorne ein Aussichtsturm, dahinter das Warschauer Teleskop und der 13-Zoll-Refraktor, rechts das Henrietta-Swope-Teleskop

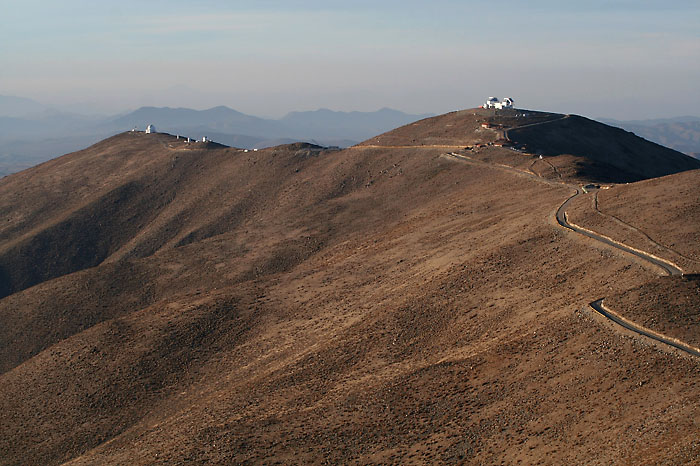
Rechts vorne die beiden Magellan-Teleskope, links hinten das Irénée-du-Pont-Teleskop

Das Las-Campanas-Observatorium (LCO) ist ein astronomisches Observatorium im Besitz und unter der Leitung der Carnegie Institution for Science. Es wurde 1969 in der Nähe von La Serena in Chile errichtet und zählte bis 1980 zur Verwaltungseinheit der Hale-Observatorien. Der Ort wurde aufgrund seiner Wetterordnung für das Observatorium gewählt: Es liegt mit einer Höhe von 2.380 m zumeist über den Wolken und bietet 300 wolkenfreie Tage pro Jahr zur Erforschung des Himmels.
Das Observatorium beherbergt eine Reihe von Spiegelteleskopen. Die größten Instrumente sind die beiden Magellan-Teleskope mit 6,5 m Spiegeldurchmesser. Daneben gibt es das „Irénée du Pont“ mit 2,5 m Spiegeldurchmesser und das „Henrietta Swope“ mit 1,0 Meter, benannt nach Irénée du Pont bzw. Henrietta Hill Swope.
Letzteres zeichnet sich durch einen großen Bildwinkel von 2° aus, welcher durch eine bestimmte Ritchey-Chrétien Anordnung mit einem relativ großen 25-cm-Sekundärspiegel und einem Gascoigne-Korrektor erzielt wird.
Das Giant Magellan Telescope befindet sich im Bau, nach Fertigstellung wird es voraussichtlich das weltweit drittgrößte optische Teleskop sein.
Das Irénée du Pont kann mit folgenden Instrumenten betrieben werden:
- Direct CCD Camera
- Wide Field IR Camera
- Wide Field Reimaging CCD Camera
- Boller & Chivens Spectrograph 	(Slit Spectrograph)
- Echelle-Spektrograph
- ModSpec, ein Spektrograf, der auch am Henrietta-Swope-Teleskop genutzt werden kann.

Für das Henrietta-Swope-Teleskop stehen folgende Instrumente bereit:
- Direct CCD Camera
- HgCdTe-Infrarotkamera
- ModSpec Slit Spectrograph

Des Weiteren befindet sich auf dem Gelände noch das 1.3 m Warsaw University Telescope und ein 13-inch-Refraktor.

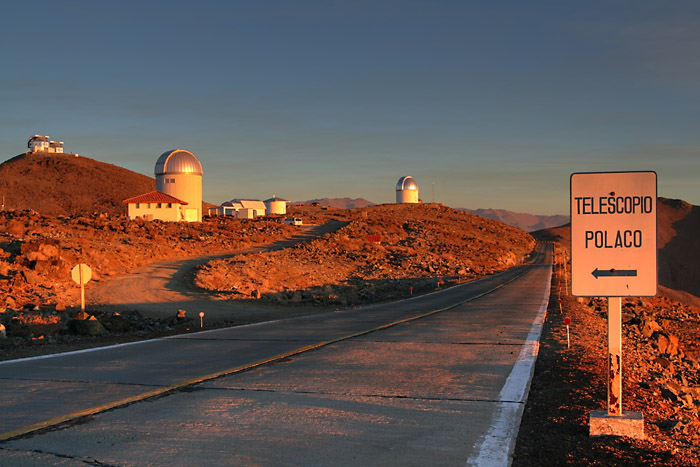
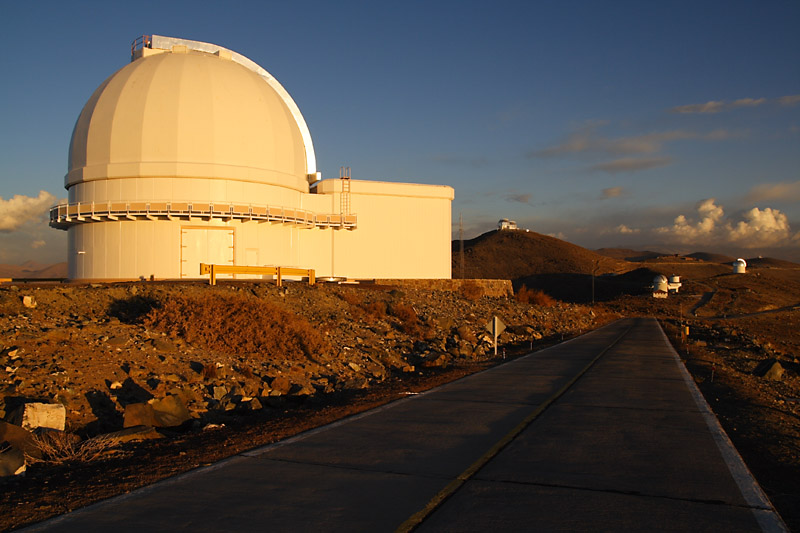
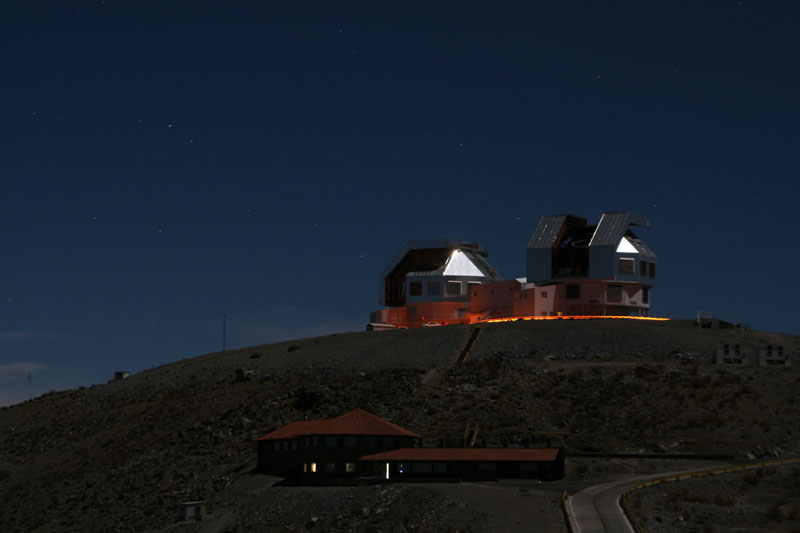
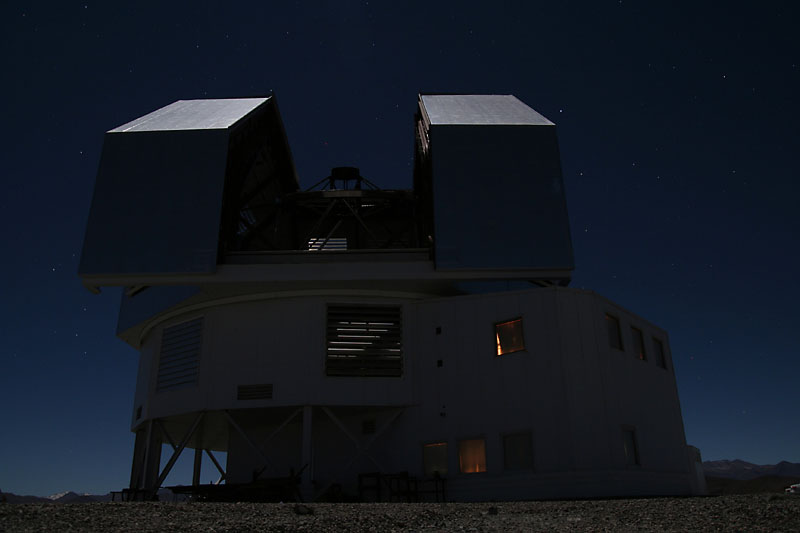
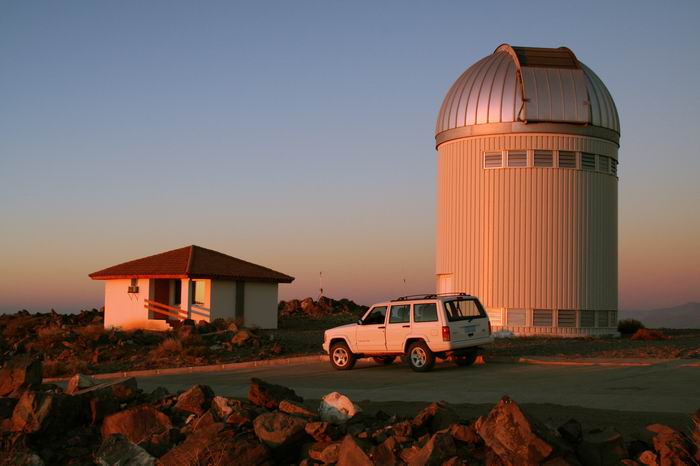
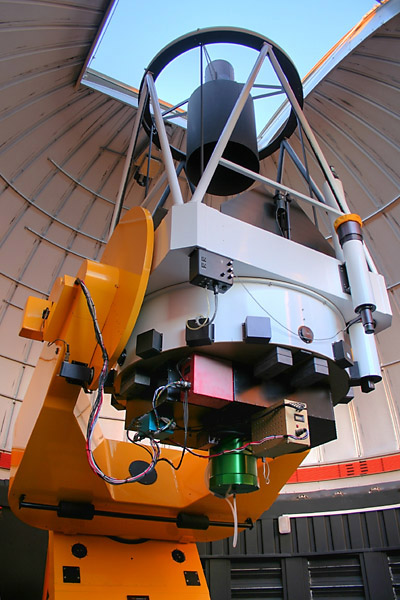
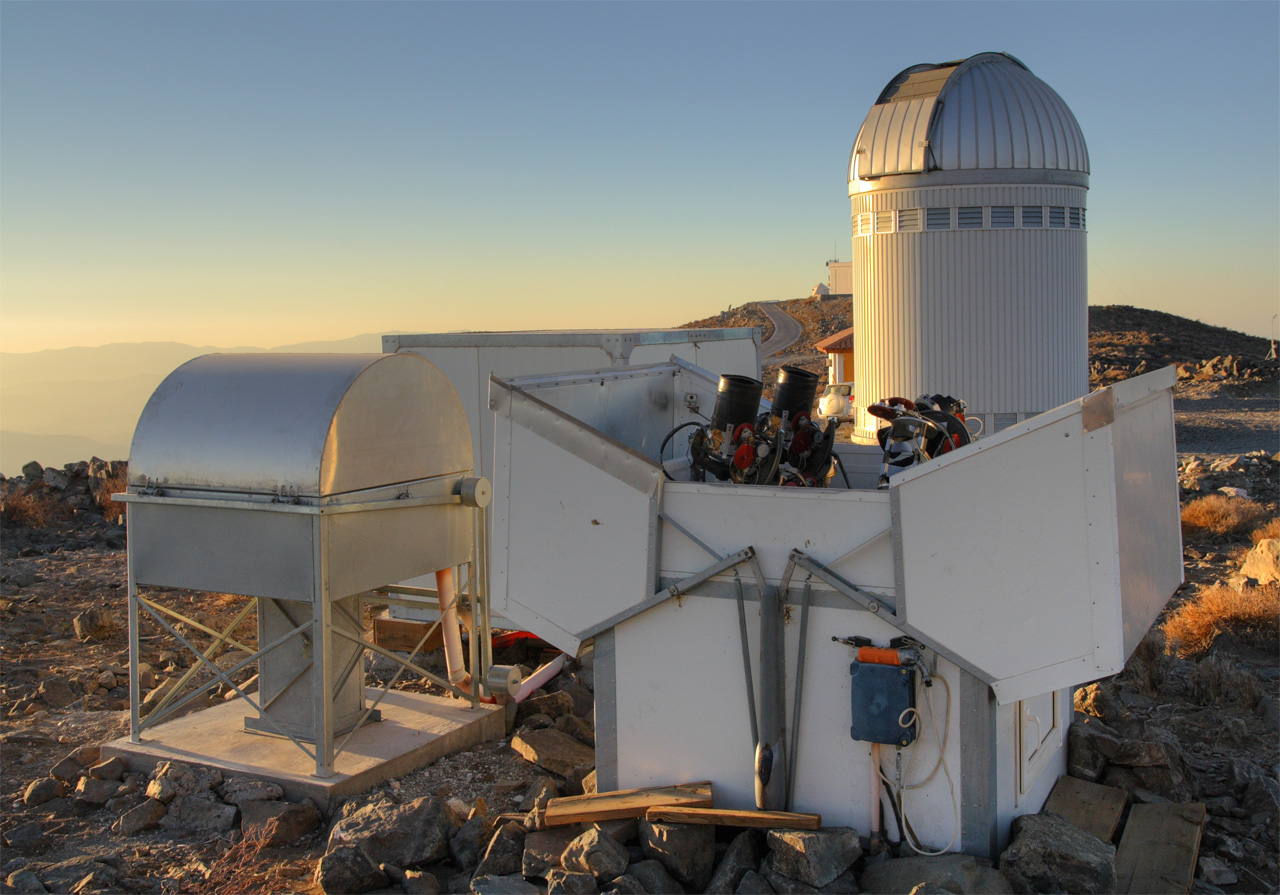